# Elizabeth Hartman
Elizabeth Hartman (Youngstown, Ohio, Estats Units, 23 de desembre de 1943 − Pittsburgh, Pennsilvània, Estats Units, 10 de juny de 1987) va ser una actriu de cinema, teatre i televisió estatunidenca.

## Biografia
Hartman va néixer a Youngstown, Ohio, i es donà a conèixer amb el sobrenom de "Biff" Hartman als clients de la Playhouse d'aquesta localitat. Va estudiar a la Universitat de Carnegie-Tech en els anys 60. Després de guanyar una valuosa experiència en el teatre comunitari, es va traslladar a la ciutat de Nova York. El 1964, va signar per interpretar la protagonista ingènua de la comèdia de Broadway, Everybody Out, the Castle is Sinking.
Va estar casada diversos anys amb el guionista Gill Dennis, de qui es va divorciar el 1984 després d'una separació de cinc anys.

## Suïcidi
Elizabeth Hartman es va suïcidar el 10 de juny de 1987, després de saltar des de la finestra del seu apartament del cinquè pis. Aquell mateix matí, havia cridat al seu psiquiatre dient-li que se sentia amb baixa autoestima.
Al llarg de gran part de la seva vida, l'actriu va patir una profunda depressió. En els seus últims anys, la seva salut mental es va deteriorar massa i es va traslladar a Pittsburgh, Pennsylvania, per estar més prop de la seva família. En els últims anys de la seva vida, va renunciar a actuar i va treballar en un museu a Pittsburgh mentre rebia tractament per a la seva malaltia en una clínica per a pacients ambulatoris. Les seves restes descansen en el cementiri de Forest Lawn Memorial Park a la seva ciutat natal. Tenia 43 anys.

## Carrera
El 1964, la jove actriu va anar a una prova de càmera feta per la MGM i la Warner Brothers. A principis de la tardor d'aquell mateix any, se li va oferir un paper molt important en el film A Patch of Blue, al costat de Sidney Poitier i Shelley Winters. El paper li va suposar una àmplia aclamació de la crítica. El paper també va guanyar una nominació a l'Oscar a la millor actriu. En el moment de la seva nominació, el 1966, Hartman (que tenia 22 anys) va ser la persona més jove mai nominada en la categoria de millor actriu. Aquest mateix any, va rebre un premi pels seus assoliments de l'Associació Nacional de Propietaris de Teatre.
Gràcies a treballs posteriors es va convertir en una verdadera estrella, en films com The Group, You're a Big Boy Now i The Beguiled. Al paper de l'esposa de l'exxèrif Buford Pusser en Walking Tall el 1973, li va seguir una dècada més tard un doblatge de la pel·lícula de 1982, The Secret of NIMH, en la qual va posar la seva veu a l'heroïna, la senyora "Brisby". Aquest va resultar ser el seu últim paper cinematogràfic de Hollywood.
El 1975, va protagonitzar l'obra premiada per l'Acadèmia i els Premis Emmy, Balaam, de Tom Rickman, una obra sobre les intrigues polítiques a Washington, DC. El seu company va ser el veterà actor Peter Brandon, amb papers secundaris interpretats per Howard Whalen i Ed Harris. Va ser dirigida pel marit de Hartman, Gill Dennis, i produïda per Duane Waddell.

## Filmografia
Filmografia:

### Cinema
- 1965: A Patch of Blue com a Selina D'Arcey
- 1965: A Cinderella Named Elizabeth (curtmetratge)
- 1966: The Group com a Priss
- 1966: You're a Big Boy Now com a Barbara Darling
- 1968: The Fixer com a Zinaida
- 1970: Pursuit of Treasure
- 1971: El seductor (The Beguiled) com a Edwina Dabney
- 1973: Walking Tall com a Pauline Pusser
- 1973: Intermission
- 1981: Full Moon High com a Sra. Montgomery
- 1982: The Secret of NIMH com a Sra. Brisby (veu)

### Televisió
- 1971: Night Gallery com a Judith Timm
- 1973: Love, American Style com a Wilma More
- 1975: Wide World Mystery com a Camilla
- 1975: Doctors' Hospital com a Bobbie Marks
- 1980: Willow B: Women in Prison com a Helen

### Teatre
- Our Town
- The Glass Menagerie
- The Madwoman of Chaillot
- Bus Stop
- Beckett
- Morning's at Seven

## Premis i nominacions

### Nominacions
- 1966: Oscar a la millor actriu per A Patch of Blue
- 1966: Globus d'Or a la millor actriu dramàtica per A Patch of Blue
- 1967: Globus d'Or a la millor actriu musical o còmica per You're a Big Boy Now